# Seznam ministrů financí Předlitavska
Toto je seznam ministrů financí Předlitavska, který obsahuje chronologický přehled všech členů vlád Předlitavska působících v čele tohoto úřadu (včetně správců, tedy osob provizorně pověřených řízením ministerstva) po celé období existence tohoto státního útvaru, tedy od rakousko-uherského vyrovnání roku 1867 až do zániku Rakouska-Uherska v roce 1918.
Šlo o jiné portfolio než zastávali ministři financí Rakouska-Uherska, kteří zodpovídali za finance obou částí habsburského soustátí. 

## Ministři financí Předlitavska 1867–1918
| #  | Jméno                   | Fotografie | Strana               | Vláda | Funkční období                       | Poznámky                                                     |
| -- | ----------------------- | ---------- | -------------------- | --- | ------------------------------------ | ------------------------------------------------------------ |
| 1  | Franz Karl von Becke    |            |                      | vláda Ferdinanda von Beusta                                                                                      | 7. února 1867 – 23. prosince 1867    |                                                              |
| 2  | Rudolf Brestel          |            |                      | vláda Karla von Auersperga vláda Leopolda Hasnera                                                                | 30. prosince 1867 – 12. dubna 1870   |                                                              |
| 3  | Karl Distler            |            |                      | vláda Alfreda von Potockého                                                                                      | 12. dubna 1870 – 5. května 1870      | Správce.                                                     |
| 4  | Ludwig von Holzgethan   |            |                      | vláda Alfreda von Potockého vláda Karla von Hohenwarta vláda Ludwiga von Holzgethana vláda Adolfa von Auersperga | 5. května 1870 – 15. ledna 1872      |                                                              |
| 5  | Sisinio de Pretis       |            |                      | vláda Adolfa von Auersperga vláda Karla von Stremayra                                                            | 15. ledna 1872 – 12. srpna 1879      |                                                              |
| 6  | Emil Chertek            |            |                      | vláda Eduarda Taaffeho                                                                                           | 13. srpna 1879 – 16. února 1880      | Správce.                                                     |
| 7  | Adolf Kriegs-Au         |            |                      | vláda Eduarda Taaffeho                                                                                           | 16. února 1880 – 26. června 1880     |                                                              |
| 8  | Julian Dunajewski       |            |                      | vláda Eduarda Taaffeho                                                                                           | 26. června 1880 – 2. února 1891      |                                                              |
| 9  | Emil Steinbach          |            |                      | vláda Eduarda Taaffeho                                                                                           | 2. února 1891 – 11. listopadu 1893   |                                                              |
| 10 | Ernst von Plener        |            | Sjednoc. něm. levice | vláda Alfreda Windischgrätze                                                                                     | 12. listopadu 1893 – 19. června 1895 |                                                              |
| 11 | Eugen von Böhm-Bawerk   |            |                      | vláda Ericha Kielmansegga                                                                                        | 20. června 1895 – 30. září 1895      |                                                              |
| 12 | Leo von Bilinski        |            | Polský klub          | vláda Kazimíra Badeniho                                                                                          | 2. října 1895 – 28. listopadu 1897   |                                                              |
| 13 | Eugen von Böhm-Bawerk   |            |                      | první vláda Paula Gautsche                                                                                       | 30. listopadu 1897 – 5. března 1898  |                                                              |
| 14 | Josef Kaizl             |            | mladočeši            | vláda Franze Thuna                                                                                               | 7. března 1898 – 2. října 1899       |                                                              |
| 15 | Seweryn Kniaziołucki    |            |                      | vláda Manfreda Clary-Aldringena                                                                                  | 2. října 1899 – 21. prosince 1899    | Správce.                                                     |
| 16 | Adolf von Jorkasch-Koch |            |                      | vláda Manfreda Clary-Aldringena                                                                                  | 21. prosince 1899 – 18. ledna 1900   | Správce.                                                     |
| 17 | Eugen von Böhm-Bawerk   |            |                      | první vláda Ernesta von Koerbera                                                                                 | 19. ledna 1900 – 26. října 1904      |                                                              |
| 18 | Mansuet Kosel           |            |                      | první vláda Ernesta von Koerbera druhá vláda Paula Gautsche vláda Konrada Hohenloheho                            | 26. října 1904 – 28. května 1906     |                                                              |
| 19 | Witold Korytowski       |            | Polský klub          | vláda Maxe Becka                                                                                                 | 2. června 1906 – 15. listopadu 1908  |                                                              |
| 20 | Adolf von Jorkasch-Koch |            |                      | vláda Richarda Bienertha                                                                                         | 15. listopadu 1908 – 10. února 1909  | Správce.                                                     |
| 21 | Leo von Bilinski        |            | Polský klub          | vláda Richarda Bienertha                                                                                         | 10. února 1909 – 9. ledna 1911       |                                                              |
| 22 | Robert Meyer            |            |                      | vláda Richarda Bienertha třetí vláda Paula Gautsche vláda Karla Stürgkha                                         | 9. ledna 1911 – 19. listopadu 1911   |                                                              |
| 23 | Wacław Zaleski          |            |                      | vláda Karla Stürgkha                                                                                             | 19. listopadu 1911 – 5. října 1913   |                                                              |
| 24 | August von Engel        |            |                      | vláda Karla Stürgkha                                                                                             | 5. října 1913 – 30. listopadu 1915   | Správce, od 21. 10. 1914 řádný ministr.                      |
| 25 | Karl von Leth           |            |                      | vláda Karla Stürgkha                                                                                             | 30. listopadu 1915 – 21. října 1916  |                                                              |
| 26 | Karl Marek              |            |                      | druhá vláda Ernesta von Koerbera                                                                                 | 31. října 1916 – 20. prosince 1916   |                                                              |
| 27 | Alexander Spitzmüller   |            |                      | vláda Heinricha Clam-Martinice                                                                                   | 20. prosince 1916 – 22. června 1917  |                                                              |
| 28 | Ferdinand von Wimmer    |            |                      | vláda Ernsta Seidlera vláda Maxe Hussarka                                                                        | 23. června 1917 – 25. října 1918     | Ve Seidlerově vládě správcem, v Hussarkově řádným ministrem. |
| 29 | Josef Redlich           |            | Pokroková strana     | vláda Heinricha Lammasche                                                                                        | 25. října 1918 – 30. října 1918      |                                                              |

* Poznámka: V pramenech a databázích mírně kolísá přesná datace počátku a konce funkčního období jednotlivých vlád. Zde všechny údaje dle publikace kol. aut.: Československé dějiny v datech, Praha 1987.